# راكبي الدراجات النارية
راكبي الدرجات النارية (بالإنجليزية: The Bikeriders)‏ هو فيلم درامي أمريكي لعام 2023 من تأليف وإخراج جيف نيكولز. يروي قصة خيالية مستوحاة من كتاب الصور لعام 1967 الذي يحمل نفس الاسم بقلم داني ليون والذي يصور حياة أوتلاوز إم سي وهو نادي دراجات نارية مقره شيكاغو بشكل أساسي. يضم الفيلم طاقم عمل يضم جودي كومر، وأوستن بتلر، وتوم هاردي، ومايكل شانون، ومايك فيست، ونورمان ريدوس.
تم عرض الفيلم لأول مرة في مهرجان تيلورايد السينمائي الخمسين في 31 أغسطس 2023، ومن المقرر أن يتم إصداره بطريقة مسرحية في عام 2024 بواسطة فوكس فيتشرز، بعد تأجيله لمدة عام بسبب إضراب ساج أفترا لعام 2023 وتغيير الموزعين.

## القصة
تدور أحداث الفيلم في ستينيات القرن العشرين، ويتتبع ظهور نادي خيالي للدراجات النارية في شيكاغو. من خلال حياة أعضائه، يتطور النادي على مدار عقد من الزمن من مكان تجمع للغرباء المحليين إلى عصابة أكثر شرًا، مما يهدد أسلوب الحياة الفريد للمجموعة الأصلية.

## طاقم التمثيل
- جودي كومر في دور كاثي
- أوستن بتلر في دور بيني
- توم هاردي في دور جوني
- مايكل شانون في دور زيبكو
- مايك فيست في دور داني ليون
- نورمان ريديس في دور سوني المضحك
- بويد هولبروك في دور كال
- ديمون هيريمان في دور بروسي
- بو ناب في دور واهو
- إيموري كوهين في دور الصرصور
- كارل جلوسمان في دور كوركي
- توبي والاس في دور الطفل
- هابي أندرسون بدور بيج جاك